# Mistrovství světa v šachu 2024
Mistrovství světa v šachu 2024, anglicky World Chess Champioship 2024, oficiálně World Chess Champioship presented by Google, byl šachový turnaj mezi úřadujícím mistrem světa Tingem Li-ženem a vyzyvatelem Gukeshem D. Vítězem se stal Gukesh D, který získal titul mistr světa v šachu a také finanční odměnu ve výši 2,5 milionů amerických dolarů. Díky svému věku 18 let se také stal nejmladším držitelem tohoto titulu v historii. Zápas probíhal od 25. listopadu do 12. prosince 2024, po skončení samotného turnaje ještě proběhlo slavnostní zakončení. Za hostitelskou zemi byl vybrán Singapur. Celkem bylo odehráno 14 partií, v případě potřeby mohl být odehrán také tiebreak. Vítězem se stal hráč, který získal jako první 7½ bodu.
Skóre bylo až do poslední hry vyrovnané 6½ –6½ , přičemž Ting a Gukesh vyhráli každý po dvou hrách. Ve 14. hře však díky chybě a následné rezignaci Tinga vyhrál Gukesh. Ten tak zvítězil v celém turnaji ziskem 1 bodu na skóre 7½.
Ting Li-žen vyhrál mistrovství světa v šachu 2023, porazil Jana Něpomňajščije poté, co úřadující šampion Magnus Carlsen odmítl obhajovat svůj titul. Gukesh vyhrál turnaj kandidátů, který se konal v dubnu 2024. Tím získal právo vyzvat Tinga v souboji o titul mistra světa. Před začátkem zápasu byl Gukesh na pátém místě v žebříčku FIDE, jeho hodnocení Elo bylo 2783. Ting byl v té době na 23. místě s hodnocením Elo 2728.